# تروپیکال ایرویز
تروپیکال ایرویز (به انگلیسی: Tropical Airways) یک شرکت هواپیمایی با کد یاتا M7 است. دفتر مرکزی تروپیکال ایرویز در پورتو پرنس، هائیتی واقع شده‌است و قطب این شرکت هواپیمایی در فرودگاه بین‌المللی توسن لوورتور قرار دارد و به ۶ مقصد، پرواز مستقیم انجام می‌دهد.